# 金珠娜
金珠娜（： Gim Ju Na，1994年2月8日—），韓國女藝人，Music K娛樂旗下個人歌手。，父親金忠勳為80年代搖滾組合Seven Dolphins的主唱。韓國男演員金秀賢為其同父異母的兄長。
曾为THE ARK的候补成员。

## 經歷

### 出道前
- 2015年7月21日，金珠娜為《上流社會》獻唱OST《너없이 어떻게...（沒有你怎麼辦）》，是出道前所發行的單曲。
- 2016年1月，金珠娜參加Mnet大型女團選秀節目《PRODUCE 101》，其獨特的嗓音受到老師與觀眾的肯定。[6][7][8]

### 2016年正式出道
2016年9月12日，發行單曲《Summer Dream》，珠娜正式以個人歌手形式出道。

## 音樂作品

### 單曲
| 專輯# | 專輯資料                                                      | 曲目            |
| 1st   | 出道單曲《Summer Dream》 - 發行日：2016年9月12日 - 語言：韓語 | 1. Summer Dream |

### 其他歌曲
| 發行日期       | 形式     | 專輯名稱                | 歌曲名稱                  | 備註                       |
| 2015年7月21日  | 數位單曲 | 《上流社會 OST Part.3》 | 沒有你怎麼辦              | 出道前作品                 |
| 2015年12月17日 | 數位單曲 | 《PICK ME》             | PICK ME                   | PRODUCE 101 練習生合作作品 |
| 2016年3月19日  | 數位單曲 | 《35 Girls 5 Concepts》 | Don`t Matter              | PRODUCE 101 練習生合作作品 |
| 2017年1月17日  | 數位單曲 | 《花郎 OST Part.6》     | 神之一手（Acoustic Ver.） | 出道後第一首主唱的OST      |

## 影音作品

### MV
| 年份 | 發佈日期 | 歌曲名稱                            |
| 2016 | 9月12日  | Summer Dream （页面存档备份，存于） |

## 影視廣播作品

### 綜藝節目
| 放送日期         | 電視臺 | 節目名稱                   | 備註           |
| 2016年           |        |                            |                |
| 1月22日－4月1日  | Mnet   | 《PRODUCE 101》            | 最終名次第34名 |
| 9月24日、10月1日 | KBS    | 《不朽的名曲：傳說在歌唱》 | [ 11 ] [ 12 ]  |

## 爭議
在發行《上流社會》OST Part.3後，金珠娜承認其為金秀賢的妹妹。當時，金秀賢的經紀公司Keyeast表示金珠娜的確是金秀賢的妹妹，但是為同父異母的妹妹，而且兩人很久沒來往。金珠娜在《PRODUCE 101》中說：「有一天我母親急著喊我起床，說有報導寫了關於我們的事」，說著說著，金珠娜忍不住內心複雜的情緒，邊哭邊表示：「我真的很沮喪，這一切其實都是誤解。如果說只罵我的話還沒關係，但是連我的父母也因此遭受牽連，讓我真的很難過。」接著再補充：「我希望能夠讓大眾肯定我的音樂來取得成功，不過首先我就已經先被冠上是某人的妹妹的稱號了，與其跳出來解釋這些誤會，我更想做的，是讓大眾知道我真正的能力，想讓大家知道即使沒有任何人的幫助，我也能夠做到。」然而，金珠娜這番感性自白，網友並未買帳，反而斥責她再一次消費金秀賢，若想靠實力證明，當初就不該和金秀賢扯上關係。

## 外部連結
- 金珠娜的Instagram帳戶
- 金珠娜 的 V Llive 頻道 （页面存档备份，存于）